# Palinuro (goletta)
Palinuro è stata una goletta ad elica della Regia Marina, utilizzata principalmente come nave scuola.

## Caratteristiche
Progettata dal colonnello del Genio Navale Bigliati, la nave formava insieme alla capoclasse Miseno una classe di due unità, le prime (ed uniche) golette della Regia Marina con scafo in acciaio. Nonostante la loro classificazione quali golette, le due navi, per via del loro armamento velico – alberi di trinchetto e maestra a vele quadre –, erano di fatto dei brigantini. Le Miseno furono le migliori unità di questa tipologia della Regia Marina, in virtù delle loro dimensioni e della solidità della loro costruzione in acciaio. Si trattava di buone veliere, con eccellenti caratteristiche nautiche, aventi però un difetto nel ritardo della virata in prua.

Avendo ormai la vela una funzione secondaria, gli alberi erano piuttosto bassi in rapporto alla grandezza dello scafo, e ciò garantiva una maggiore stabilità. Essendo poi state concepite come navi scuola ed all'occorrenza come navi coloniali, che avrebbero dovuto trascorrere molto tempo in ambienti estremamente caldi, le due golette avevano locali abbastanza ampi e dotati di una buona aerazione, in modo da garantirne una discreta abitabilità anche nelle aree calde.

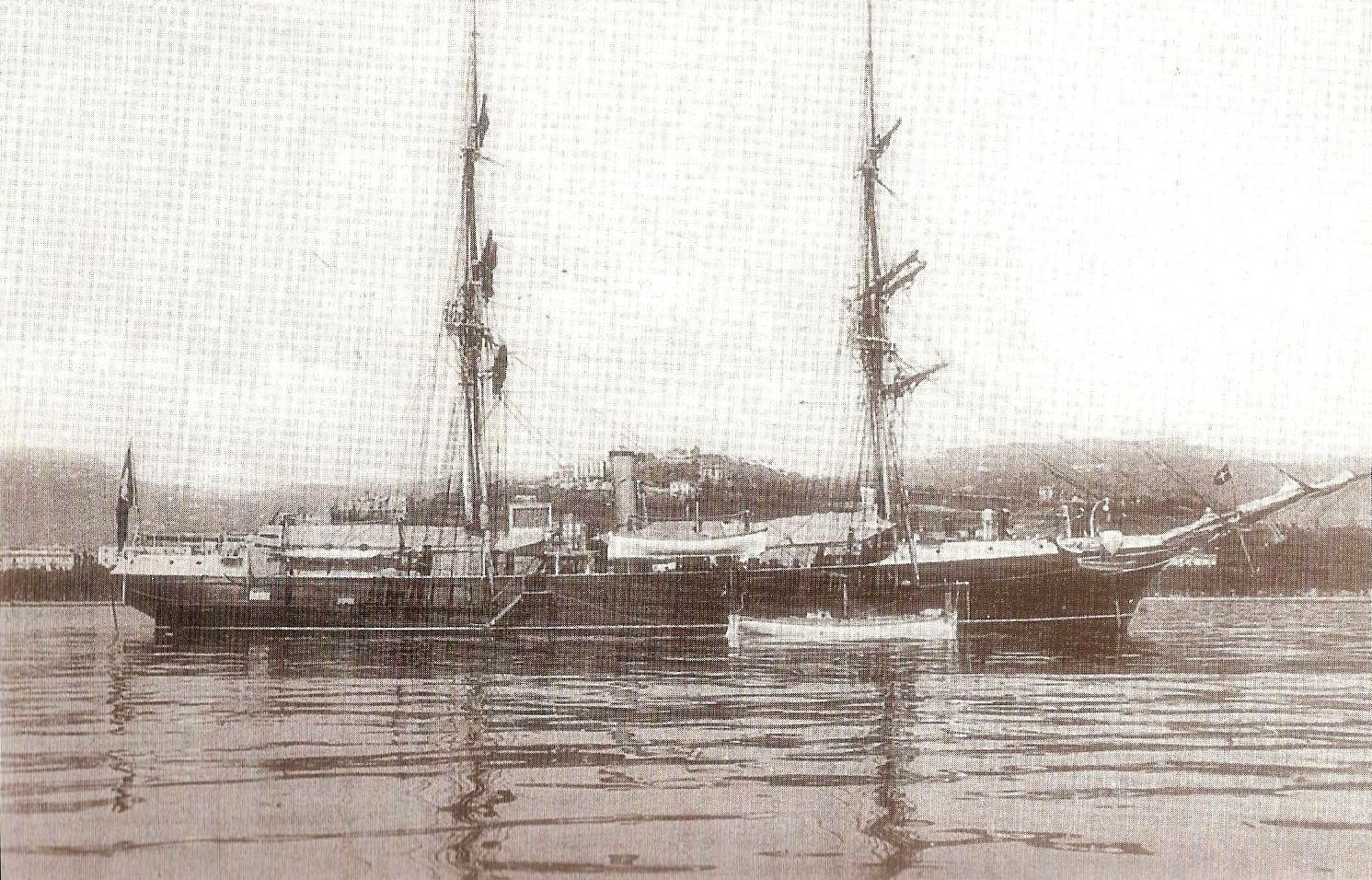
Il Palinuro dopo i lavori di modifica, con il castello di prua ed i controvelacci.

L'apparato motore era semplice ed affidabile, costituito da una singola caldaia a tubi d'acqua, che alimentava una potente macchina alternativa a vapore prodotta dalla ditta genovese Cravero. La macchina del Palinuro sviluppava una potenza di 423 HP (311 kW) – leggermente maggiore rispetto a quella del Miseno per eguagliarne le prestazioni pur essendo di dimensioni leggermente maggiori (ne conseguiva anche una maggiore scorta di carbone, 95 tonnellate sul Palinuro ed 85 sul Miseno) – ed azionava una singola elica, consentendo una velocità massima di 10 nodi ed un'autonomia di 3600 miglia a tale velocità.  Alle prove in mare, svolte nel 1889, il Palinuro, con un dislocamento medio alle prove di 535 tonnellate, sviluppò una potenza di 423 HP (311 kW), raggiungendo una velocità di 9,9 nodi, con 94 giri dell'elica al minuto.
L'armamento delle due golette era composto da due cannoni da 120 mm ed altrettanti cannoncini Hotchkiss da 37 mm. Originariamente le due navi erano prive di castello di prua, che venne poi aggiunto sotto forma di una copertura che dall'estrema prua giungeva sino all'albero di trinchetto (tali lavori vennero eseguiti nel 1895 sulla Miseno, mentre non è nota la data in cui venne modificata il Palinuro). In concomitanza con tali lavori le due golette furono provviste anche di controvelacci, mentre con nuove modifiche, nel 1905, le navi vennero dotate di doppie gabbie.
Le principali differenze tra le due navi erano costituite dalle dimensioni, dato che il Palinuro aveva dislocamento e pescaggio maggiori, oltre ad un apparato motore più potente. Un'altra differenza era costituita dalla posizione dei parasartie, interni sulla Miseno ed esterni sul Palinuro.

## Storia
Costruito nei cantieri di Castellammare di Stabia tra il 1886 ed il gennaio 1889, il Palinuro venne inviato nel corso dello stesso anno a Massaua in Eritrea, dove rimase in stazionamento per due anni e venendo impiegato in compiti di esplorazione e contrasto al traffico di schiavi. La nave rientrò in patria nell'aprile 1891.
La nave venne quindi assegnata alla Scuola Mozzi e Nocchieri, in quanto l'armamento velico a brigantino rispondeva bene alle necessità addestrative di una nave scuola.

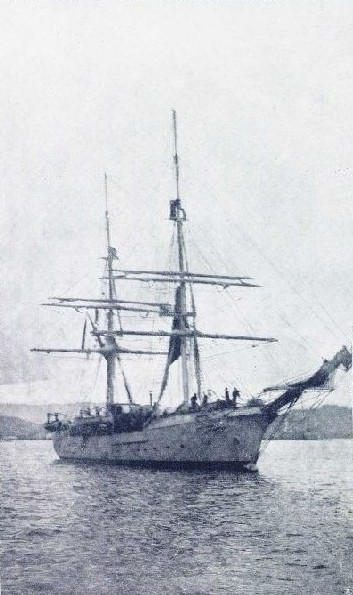
Il Palinuro fotografato durante la prima guerra mondiale.

 Il Palinuro venne quindi impiegato in diverse crociere d'istruzione nelle acque del Mar Mediterraneo, spesso insieme al Miseno ed alla corvetta Caracciolo, spingendosi anche, nelle campagne del 1894, 1895, 1896 e 1898, nell'Oceano Atlantico, sino agli arcipelaghi delle Canarie, delle Azzorre e di Capo Verde, e raggiungendo i porti del Portogallo. Durante la campagna del 1895, il 28 ottobre, la nave giunse a Funchal. Nell'estate 1894, durante una campagna d'istruzione al largo delle coste della Grecia, la goletta fu al comando del tenente di vascello Paolo Thaon di Revel, futuro grande ammiraglio e ministro della Marina. Nel novembre 1904 il Palinuro giunse a Barcellona durante un'altra campagna d'istruzione. Durante tali crociere la nave fece saltuariamente scalo anche in Tripolitania. Nel maggio 1913 Palinuro e Miseno, partiti da La Spezia, si recarono in Libia.
Nel gennaio 1914 si verificò la diserzione di sei membri dell'equipaggio del Palinuro mentre questi, insieme alla capoclasse, era ancorata nei pressi di Cannes, due allievi, che non avevano ancora prestato il giuramento militare, chiesero ed ottennero presso il consolato di essere rimpatriati. Il 20 gennaio la goletta giunse ad Algeri. Tra il luglio ed il novembre 1914 le due unità (il Palinuro era comandata dal tenente di vascello Novaro) lasciarono La Spezia per una nuova campagna d'istruzione, con scali previsti a Barcellona, Porto Maohn, Malta, Tobruch, Tripoli e Messina. Nel settembre 1914, a seguito della riorganizzazione della flotta, Palinuro e Miseno vennero assegnati alla Divisione navi scuola del contrammiraglio Cerri, insieme alle vecchie corazzate Re Umberto, Sicilia e Sardegna, all'incrociatore corazzato Carlo Alberto ed all'ariete torpediniere Liguria.
Nel corso dei suoi viaggi il Palinuro ebbe frequentemente modo di assistere navi in difficoltà, incagliate o con problemi sanitari tra l'equipaggio.
Durante la prima guerra mondiale l'unità continuò ad essere impiegata come nave scuola, per conto dell'Accademia navale.
Priva di eventi di particolare rilievo, l'attività della goletta come nave scuola proseguì sino al 10 settembre 1920, quando l'unità venne radiata unitamente alla gemella Miseno e successivamente ceduta a privati per la demolizione.